# روبرت ماكسويل (منافس ألعاب قوى)
روبرت ماكسويل (بالإنجليزية: Robert Maxwell)‏ هو منافس ألعاب قوى أمريكي، ولد في 9 يونيو 1902، وتوفي في 15 أغسطس 1985 في ريفرسايد في الولايات المتحدة.

## وصلات خارجية
- روبرت ماكسويل على موقع أوليمبيديا (الإنجليزية)